# Cora dualis
Cora dualis är en trollsländeart som beskrevs av Robert McLachlan 1878.
Cora dualis ingår i släktet Cora och familjen Polythoridae. Inga underarter finns listade i Catalogue of Life.